# Magnet Márquez Ramírez
Magnet Márquez Ramírez es una abogada peruana. Fue ministra de Educación en el gobierno de Dina Boluarte, entre abril y septiembre de 2023. 

## Trayectoria
Como funcionaria pública ha sido jefa de la Unidad de Personal de la Oficina General de Administración del Minedu y ocupó cargo en la Superintendenta Nacional Adjunta de Administración y Finanzas. Fue viceministra de Gestión Institucional del Minedu.

### Ministra de Estado
El 23 de abril de 2023, fue posesionada como ministra de Educación por la presidenta Dina Boluarte. Mantuvo el cargo hasta el 5 de septiembre del mismo año.